# Eggel
L'Eggel est une rivière allemande d'une longueur de 17 km qui coule dans le land de Rhénanie-du-Nord-Westphalie. Elle est un affluent de la Diemel et donc un sous-affluent de la Weser.

## Traduction
- (de) Cet article est partiellement ou en totalité issu de l’article de Wikipédia en allemand intitulé « Eggel » (voir la liste des auteurs).